# Frederick Nicholas Zihlman

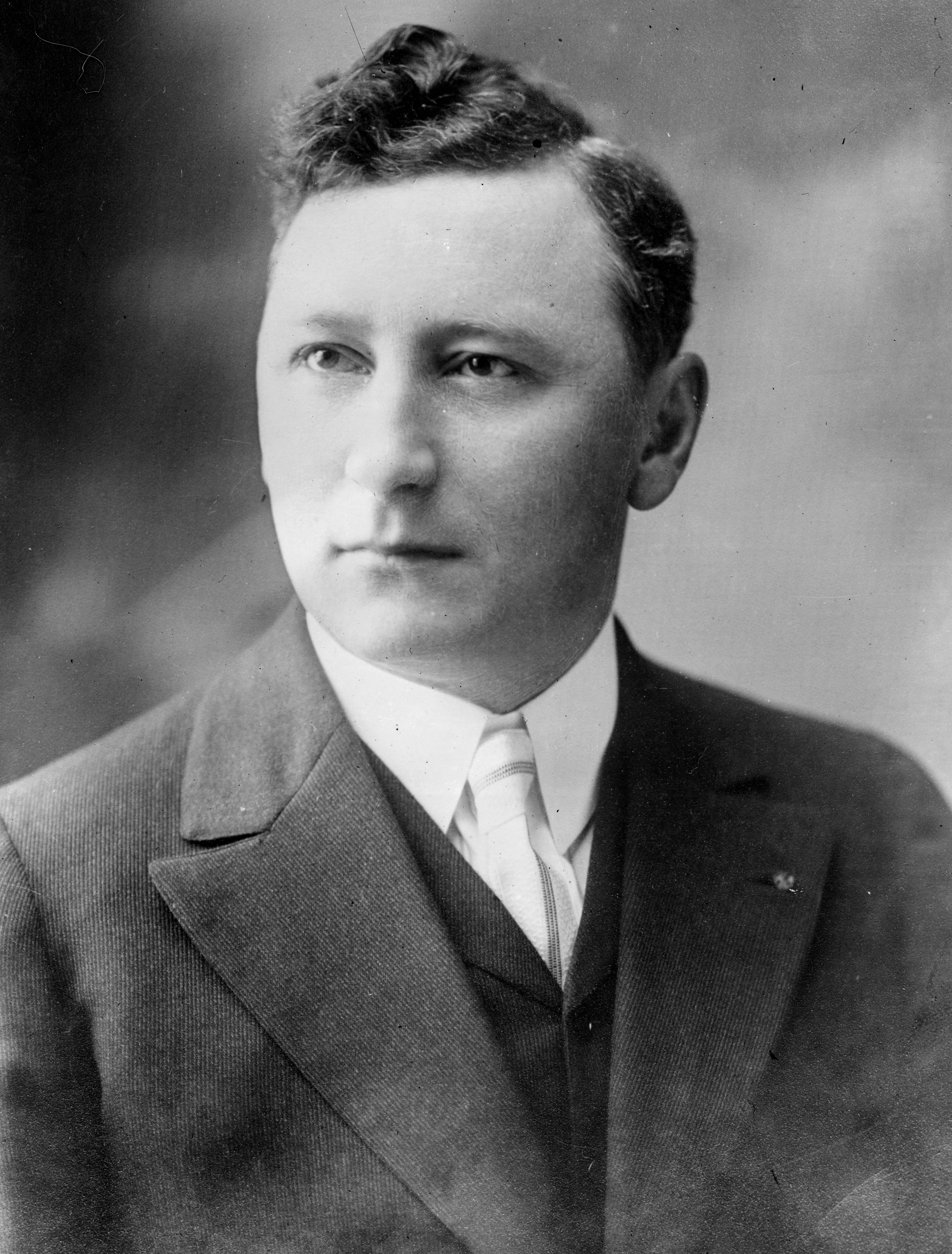
Frederick Nicholas Zihlman

Frederick Nicholas Zihlman  (* 2. Oktober 1879 in Carnegie, Allegheny County, Pennsylvania; † 22. April 1935 in Cumberland, Maryland) war ein US-amerikanischer Politiker. Zwischen 1917 und 1931 vertrat er den Bundesstaat Maryland im US-Repräsentantenhaus.

## Werdegang
Im Jahr 1882 kam Frederick Zihlman mit seinen Eltern nach Cumberland in Maryland, wo er später die öffentlichen Schulen besuchte. Seit 1890 absolvierte er eine Lehre als Glasbläser. Später wurde er in der Gewerkschaftsbewegung aktiv. Von 1904 bis 1909 leitete er eine lokale Gruppe der Gewerkschaft für Glasbläser (Flint-glass workers’ Union). In den Jahren 1905 und 1906 gehörte er auch dem Bundesvorstand dieser Gewerkschaft an. Von 1904 bis 1909 leitete Zihlman den  Handelsausschuss im Allegany County (Allegany Trades Council). Außerdem war er 1906 und 1907 Präsident der Gewerkschaft Maryland State Federation of Labor.
Politisch schloss sich Zihlman der Republikanischen Partei an. Zwischen 1909 und 1917 saß er im Senat von Maryland. Zwischenzeitlich war er dort Fraktionsleiter der Republikaner. Damals arbeitete er auch in der Versicherungsbranche und im Immobilienhandel in Cumberland. Im Jahr 1914 kandidierte er noch erfolglos für den Kongress. Bei den Kongresswahlen des Jahres 1916 wurde er dann aber im sechsten Wahlbezirk von Maryland in das US-Repräsentantenhaus in Washington, D.C. gewählt, wo er am 4. März 1917 die Nachfolge von David John Lewis antrat. Nach sechs Wiederwahlen konnte er dort bis zum 3. März 1931 sieben Legislaturperioden absolvieren. In diese Zeit fiel der Erste Weltkrieg. Während seiner Zeit im Kongress wurden in den Jahren 1919 und 1920 der 18. und der 19. Verfassungszusatz ratifiziert. Von 1919 bis 1923 fungierte Zihlman als Vorsitzender des Ausschusses zur Kontrolle der Ausgaben des Postministeriums. Außerdem war er zeitweise Mitglied im Ausschuss zur Verwaltung des Bundesbezirks District of Columbia und des Committee on Labor.
Im Jahr 1930 unterlag Frederick Zihlman seinem Vorgänger David Lewis. Nach dem Ende seiner Zeit im US-Repräsentantenhaus nahm er seine früheren Tätigkeiten wieder auf. Im Jahr 1934 strebte er erfolglos seine Rückkehr in den Kongress an. Er starb am 22. April 1935 in Cumberland.